# Holdfast Bay City
Koordinaten: 35° 1′ S, 138° 31′ O

Die City of Holdfast Bay ist ein lokales Verwaltungsgebiet (LGA) im australischen Bundesstaat South Australia. Holdfast Bay gehört zur Metropole Adelaide, der Hauptstadt von South Australia. Das Gebiet ist 14 km² groß und hat etwa 35.000 Einwohner (2016).
Holdfast Bay liegt etwa in der Mitte des Küstenabschnitts von Adelaide zum Sankt-Vincent-Golf südöstlich des Stadtzentrums. Das Gebiet beinhaltet 12 Stadtteile, darunter Brighton, North Brighton, South Brighton sowie Glenelg, Glenelg East, Glenelg North, Glenelg South und Hove, Kingston Park, weiterhin noch Seacliff, Seacliff Park und Somerton Park. Der Verwaltungssitz des Councils befindet sich im Stadtteil Brighton im Zentrum der LGA, wo etwa 3500 Einwohner leben (2016).

## Verwaltung
Der Holdfast Bay City Council hat 13 Mitglieder. 12 Councillor werden von den Bewohnern der vier Wards gewählt (je drei aus Glenelg, Somerton, Brighton und Seacliff Ward). Diese vier Bezirke sind unabhängig von den Stadtteilen festgelegt. Der Ratsvorsitzende und Mayor (Bürgermeister) wird zusätzlich von allen Bewohnern der City gewählt.